# Нижньоозерне (Усть-Пристанський район)
Нижньоозе́рне (рос. Нижнеозёрное) — село у складі Усть-Пристанського району Алтайського краю, Росія. Адміністративний центр та єдиний населений пункт Нижньоозернинської сільської ради.

## Населення
Населення — 756 осіб (2010; 948 у 2002).
Національний склад (станом на 2002 рік):
- росіяни — 97 %